# Wilderness Society

Logo

The Wilderness Society (TWS) ist eine australische gemeinnützige Organisation, die sich zum Ziel gesetzt hat, die natürliche Wildnis Australiens zu schützen, zu erhalten oder wiederherzustellen. Es ist eine Organisation, die nicht auf Inhalte einer politischen Partei festgelegt ist.

## Geschichte
Die Gesellschaft entwickelte sich aus der Organisation The Tasmanian Wilderness Society, die Proteste gegen die geplanten Staudämme der staatlichen Hydro-Electric Commission in Tasmanien am Anfang der 1970er Jahre organisierte. Diese Wilderness Society entstand aus den Erfahrungen dieses Widerstands und rekrutierte sich aus Personen, die gegen den Bau Lake-Pedder-Staudamm im Jahre 1972 protestierten, ohne den Bau verhindern zu können. Die Tasmanian Wilderness Society arbeitete damals mit der United Tasmania Group zusammen, der ersten „Grünen Partei“ der Welt. Bei dem zweiten Projekt der HEC, das zur Errichtung des Franklin-Staudamms am Gordon-River im Südwesten von Tasmanien führen sollte, wurde der Protest durch die 1976 gegründete HEC organisiert. Dieses Protest führte dazu, dass der Bau des Franklin-Staudamms verhindert werden konnte.
Gegen die Bildung dieser Society klagte der Konzern Gunns der Holzwirtschaft Australiens vor dem Supreme Court in Melbourne.

## Ziele
Der Verein verfolgt nach eigenen Angaben langfristige Ziele und beabsichtigt die ursprüngliche Landschaft Australiens zu erhalten. Die Society widmet sich nachfolgenden Inhalten: Keine Vernichtung von historischen Forstlandschaften und Schutz gefährdeter Tiere, Schutz der Flusslandschaften in Queensland und der Kap-York-Halbinsel und Unterstützung der Anti-Atomkraft-Bewegung.
Ein bekannter Vertreter des Vereins ist Bob Brown, der 1978 zum Direktor gewählt wurde. Brown wurde 1983 ins Tasmanische Parlament für die Tasmanian Greens und später ins Australische Parlament als Senator für die Australian Greens gewählt.
Der Verein finanziert sich neben anderen Quellen wie Mitgliedsbeiträgen und Spenden über den Verkauf von Kalendern und Postern bekannter Fotografen Australiens.